# MiXXXtape II: Долгий путь домой
«miXXXtape II: Долгий Путь Домой» — второй микстейп российского рэп-исполнителя Oxxxymiron, выпущенный в 2013 году. «miXXXtape II: Долгий Путь Домой», как и «miXXXtape I», содержит записанные в 2012—2013 годах песни, в промежутках между которыми добавлены замиксованные отрывки из выступления Мирона на рэп-баттле Versus, где его оппонентом был Крип-а-Крип, но на данном релизе также были представлены 4 новых трека. За продакшн треков отвечал преимущественно Porchy, штатный битмейкер Oxxxymiron’а, а за сведение ответственны Андрей SuperFly и DJ Double Dee.

## История релиза
После распада лейбла Vagabund Оксимирон сменил вектор своего творчества, набрав новую команду — бэк-MC Охру (Иван Евстигнеев) и португальского битмейкера-диджея Porchy (Дарио Виейра). Первой работой после Vagabund (и, соответственно, первая работа из линейки треков, вошедших в данный релиз) стал сингл «Неваляшка», выпущенный 27 февраля 2012 года. Последующие работы Мирона, выпущенные в период 2012—2013 годов в основном сопровождались клипами: 5 июля 2012 года вышел клип «Песенка Гремлина»; 31 августа — «Детектор лжи»; 5 октября — «Не от мира сего»; 13 октября — «Признаки жизни»; 21 марта 2013 года — «XXX Shop»; а 6 апреля — «Больше Бена».
За это время популярность Мирона намного увеличилась: Мирон получил премию «Человек года GQ 2012» в номинации «Открытие года», открывает магазин своего мерча Oxxxyshop, записывается с канадским рэпером Madchild и становится специальным гостем его концертов в Москве и Санкт-Петербурге и т. д.
Релиз был выпущен 18 октября 2013 года перед началом большого осеннего тура «Долгий Путь Домой Tour». В тот же день был выпущен двойной клип на песни «Хитиновый покров» и «Пролив Дрейка». В интервью порталу The Flow, посвящённому выходу микстейпа Porchy «King Midas» Мирон, рассказывая про историю создания «Горгорода» объяснил, почему «Долгий Путь домой» назвал микстейпом:

Люди об этом забывают, но в промежутке между двумя пластинками у меня вышел тянущий на целый альбом «Mixxxtape 2», состоящий целиком из новых песен на оригинальные биты — то есть, по факту, еще один альбом. Более того, многие считают его моим лучшим релизом. Альбомом я его не назвал лишь потому, что после «Вечного Жида» мне хотелось сделать нечто цельное, плюс у меня уже была задумка тотального, переплетенного «Горгорода», только не было смелости ее воплотить.— Мирон Фёдоров. «Porchy и Oxxxymiron: "Больше, чем семья". Часть 1». Интервью порталу The Flow

## Список композиций
| №   | Название           | Продюсер               | Длительность |
| --- | ------------------ | ---------------------- | ------------ |
| 1.  | «Интро»            | Porchy                 | 1:23         |
| 2.  | «Пролив Дрейка»    | Porchy                 | 3:06         |
| 3.  | «Больше Бена»      | Porchy                 | 2:16         |
| 4.  | «Волапюк»          | Scady                  | 1:42         |
| 5.  | «Песенка Гремлина» | Satan Hussein          | 3:24         |
| 6.  | «Хитиновый покров» | Under Math             | 3:08         |
| 7.  | «Детектор лжи»     | Porchy                 | 2:09         |
| 8.  | «Неваляшка»        | Porchy                 | 4:17         |
| 9.  | «Признаки жизни»   | Simple                 | 4:42         |
| 10. | «XXX Shop»         | Porchy                 | 0:55         |
| 11. | «Darkside»         | Porchy & Jaime Menezes | 1:28         |
| 12. | «Не от мира сего»  | butwho?                | 3:14         |
| 13. | «Ultima Thule»     | RipBeat                | 2:18         |
| 14. | «До зимы»          | Satan Hussein          | 2:29         |

## Реакция
В 2012 и 2013 годах Oxxxymiron выигрывал Hip-Hop.ru Awards в номинациях «Исполнитель года» и «Лучший mixtape» за «miXXXtape I» и «miXXXtape II: Долгий путь домой» соответственно. Также он выигрывал в номинации «Лучшее видео», получая 1 и 2 место в 2012 году за клипы «Детектор лжи» и «Не от мира сего» и получая 1 и 3 места в 2013 году за клипы «Хитиновый покров/Пролив Дрейка» и «XXX Shop».
Журналисты Афиша Daily в 2013 году представили свой рейтинг «Афиша Волна:25 лучших русских альбомов года». В этом рейтинге «miXXXtape II: Долгий путь домой» оказался на четырнадцатом месте. Александр Горбачёв назвал микстейп «впечатляющим полотном» сочетающем такие компоненты, как «максимально насыщенный грайм, и словесная эквилибристика, и (неожиданно) местами даже что-то вроде пения» и отметил его энергетику.
Обозреватели портала rap.ru поместили «Долгий Путь Домой» на 6-е место в списке лучших альбомов 2013 года, отметив, что этот сборник треков 2012—2013 года «сильнее большинства альбомов, вышедших в этом [2013] году» и «абсолютно сильнее его собственного альбома „Вечный жид“».
В октябре 2016 года «miXXXtape II: Долгий путь домой» попал в чарты российского iTunes на шестое место. Несмотря на то, что эта работа вышла 3 года назад, Oxxxymiron выложил её в iTunes незадолго до своего гастрольного тура по России, который начался 6 октября с Владивостока.